# Kup Hrvatske u bowlingu za klubove
Kup Hrvatske u bowlingu za klubove (Ekipni kup Republike Hrvatske) je klupsko natjecanje u bowlingu za klubove. 

## O natjecanju
Ekipni (timski) kup Hrvatske u bowlingu je pokrenut 2011. godine. U natjecanju sudjeluju bowling klubovi iz Hrvatske. Uz muškarce, nastup je dopušten i ženama. U "igrama" u kvalifikacijama, te u susretima klubova. za klub igra po četiri igrača. Kup se održava pretežno unutar jednog dana. Kako u Hrvatskoj ima malo bowling kuglana, a jedno ih vrijeme nije ni bilo, kup se znao igrati u objektima u susjednim državama, poput Slovenije. 

## Pobjednici i drugoplasirani
| godina | datum              | mjesto                    | klubova | pobjednik         | drugoplasirani         | izvori napomene |
| ------ | ------------------ | ------------------------- | ------- | ----------------- | ---------------------- | --------------- |
| 2011.  |                    |                           |         | Purger Zagreb     | Zapad Zagreb           | [ 1 ]           |
| 2012.  | 16. rujna 2012.    | Zagreb, BC Skybowling     |         | Zapad Zagreb      | 300 Zagreb             | [ 2 ]           |
| 2013.  |                    |                           |         |                   |                        |                 |
| 2014.  |                    |                           |         |                   |                        |                 |
| 2015.  | 22. studenog 2015. | Varaždin, Stadium Bowling | 7       | Nomad Slunj       | Stadium Donji Kneginec | [ 3 ]           |
| 2016.  | 25. rujna 2016.    | Varaždin, Stadium Bowling | 8       | Trešnjevka Zagreb | Zagreb                 | [ 4 ]           |
| 2017.  |                    |                           | 6       | Medonja Varaždin  | Zapad Zagreb           | [ 5 ]           |
| 2018.  | 23. rujna 2018.    | Zagreb, BC Bowling Bar    | 7       | Trešnjevka Zagreb | Nomad Slunj            | [ 6 ]           |
| 2019.  | 22. rujna 2019.    | Zaprešić, BC Rock'n'Bowl  | 7       | Trešnjevka Zagreb | Zapad Zagreb           | [ 7 ]           |
| 2020.  | 20. rujna 2020.    | Zagreb, BC Bowling Bar    | 7       | Zagreb            | TNT Velika Gorica      | [ 8 ]           |

## Unutarnje poveznice
- Hrvatska bowling liga
- Prvenstvo Hrvatske u bowlingu za petorke
- Hrvatski kuglački savez

## Vanjske poveznice
- kuglanje.hr
- bowling-hrvatska.weebly.com  Arhivirana inačica izvorne stranice od 8. lipnja 2019. (Wayback Machine)
- zg-kuglanje.hr, Vijesti iz bowlinga
- bowling-hr.com, wayback arhiva